# 콜레갈땅도마뱀붙이
콜레갈땅도마뱀붙이(Cyrtodactylus collegalensis)는 콜레갈 그라운드 게코(Kollegal ground gecko), 포레스트 스파티드 게코(forest spotted gecko)라 불리며, 인도 남부의 동고츠산맥, 서고츠산맥이 이어지는 부분의 마이소르(en:Mysore) 구릉지 주변에 분포한다. 분류학적 작업과 유전적 연구를 통해 이전에 속이라고 제안되었던 분류군은 규모가 방대한 휜가락도마뱀붙이속의 아속이라는 것을 밝혀내었다. 이 녀석은 숲점박이도마뱀붙이(:en:Forest spotted gecko)와 자주 헷갈린다.

## 습성
콜레갈땅은 주로 지면에서 살아가며, 두터운 잎더미 속으로 숲는다. 야행성, 충식성(en:insectivorous)이며 아마도 난생하는 것 같다. 휜가락도마뱀붙이속의 몇몇 종들은 알을 낳는 모습이 관찰되었다. 콜레갈땅은 삼림에, 그 중에서도 주로 언덕 지역에 서식하며 건조하던 습하던 가리지 않는다.

## 분포
콜레갈땅은 1870년에 카르나카타주 남부의 빌리기리란간 구릉지(:en:Biligirirangan Hills)에서 최초로 포획, 기술되었다. 불랑제는 이 녀석을 숲점박이도마뱀붙이와 같은 종으로 취급하였다., 인도 남부의 동고츠산맥, 서고츠산맥에 인접한 구릉지와 카르나타카주, 케랄라주, 타밀나두주가 이어지는 지역에 분포하며. 스리랑카에서는 서식하는지 아닌지 확실치 않다.

## 참고 자료
- Prasanna, Ganesh (1993). “Leopard gecko (Cyrtodactylus collegalensis)”. 《Dactylus》 1 (4): 33.
- Vyas, Raju (2000). “Notes on distribution and breeding ecology of Gekkoella collegalensis (Beddome, 1870)”. 《Hamadryad》 25 (1): 45–46.
- Mirza, Z.;  외. (2010). “Notes on a ground gecko Gekkoella cf. collegalensis BEDDOME, 1870(SQUAMATA, SAURIA, GEKKONIDAE) From India”. 《Russian Journal of Herpetology》 17 (1): 8–14.
- Agarwal, I., Mirza, Z. A., Pal, S., Maddock, S. T., Mishra, A., & Bauer, A. M. (2016). A new species of the Cyrtodactylus (Geckoella) collegalensis (Beddome, 1870) complex (Squamata: Gekkonidae) from Western India. Zootaxa, 4170(2), 339-354.
- Agarwal, I. (2016). Two new species of ground-dwelling Cyrtodactylus (Geckoella) from the Mysore Plateau, south India. Zootaxa, 4193(2), 228-244.